# Amaurobioides picuna
Amaurobioides picuna là một loài nhện trong họ Anyphaenidae.
Loài này thuộc chi Amaurobioides. Amaurobioides picuna được Raymond Robert Forster miêu tả năm 1970.